# Palazzo Pitteri
Le Palazzo Pitteri, également connu sous le nom de Palazzo Plenario-Pitteri, est un bâtiment historique de Trieste, dans le Frioul-Vénétie Julienne en Italie, situé sur la Piazza Unità d'Italia. Construit en 1780, c'est le plus ancien bâtiment de la place.

## Histoire
La construction du bâtiment est commandée en 1780 à l'architecte frioulan Ulderico Moro par le riche commerçant Domenico Plenario. En 1801, le bâtiment est acheté par Giovanni Iovovitz ; en 1834, il passe à Leopoldo Pitteri, qui lui donne le nom sous lequel il est le plus connu,,.
En 1810, le géographe et érudit Domenico Rossetti De Scander fonde le premier siège de la Société de Minerve (Società di Minerva) dans les locaux au rez-de-chaussée du bâtiment, qui vise à promouvoir l'art et la culture de la ville de Trieste,. En 1880, le Caffè Flora ouvre au rez-de-chaussée du bâtiment, lieu de rencontre des choristes du Teatro Verdi voisin.
En 1937, le rez-de-chaussée est rénové et modifié ; en 1982, le cabinet d'architecture Celli Tognon effectue une rénovation générale du bâtiment, sans toutefois modifier la façade d'origine du XVIIIe siècle sur la Piazza Unità d'Italia,.
Le musicien de Trieste Lelio Luttazzi passe ses dernières années dans un appartement du Palazzo Pitteri, après son retour dans sa ville natale,.

## Description
Le bâtiment, situé sur la Piazza Unità d'Italia entre l'hôtel de ville et le Grand Hotel Duchi d'Aosta, est divisé en cinq étages. La façade principale, qui présente des éléments de style baroque tardif et rococo, est composée d'un corps central légèrement en saillie avec cinq fenêtres par étage et de deux corps latéraux symétriques avec trois fenêtres chacun.
Au niveau du rez-de-chaussée et du premier étage, la façade est recouverte d'un bossage lisse. Les deuxième et troisième étages constituent les étages nobles et le corps central est marqué par six lésènes terminées par un chapiteau ionique. Les fenêtres centrales des étages principaux sont surmontées de frontons de formes alternées triangulaires et semi-circulaires ; seule la fenêtre au centre du deuxième étage possède une petite terrasse et est surmontée d'une niche profonde ornée d'armoiries. Au moment de sa construction, le palais était considéré comme un exemple d'architecture moderne,,.